# Dendrophthora harlingii
Dendrophthora harlingii är en sandelträdsväxtart som beskrevs av Kuijt. Dendrophthora harlingii ingår i släktet Dendrophthora och familjen sandelträdsväxter. Inga underarter finns listade i Catalogue of Life.